# Satori (álbum)
Satori es el segundo álbum de la banda japonesa de Rock Flower Travellin' Band, pero su primero de material original. Fue lanzado en Japón por Atlantic Records, y en los EE. UU. y Canadá por GRT Records en 1971.
El lanzamiento norteamericano difiere del original japonés, ya que contenía canciones de su próximo álbum "Made in Japan" y el bonus track "Lullaby".
La versión japonesa original fue reeditada en CD por Warner Music en 1988. Fue remasterizado digitalmente en 1998. En 2009 fue remasterizado en el nuevo formato SHM-CD. Un relanzamiento en 1991 contenía el bonus track "Map", que fue escrito por Kuni Kawachi y originalmente en su álbum Kirikyogen , que contó con Joe Yamanaka y Hideki Ishima, bajo el nombre de "Works Composed Mainly By Humans" (Obras compuestas principalmente por los seres humanos). Esta versión de la canción fue lanzada previamente como un sencillo de Flower Travellin 'Band. Satori se distribuye en todo el mundo por Phoenix Records, en CD y vinilo.

## Producción
Cuatro de los temas fueron escritos en 1970, durante un viaje que Joe Yamanaka y Junio Kozuki hicieron a India. La canción "Satori Pt. 3" fue posteriormente reescrita en su canción de primera fila "Hiroshima", en el álbum Made in Japan.

## Recepción

### Comentarios profesionales
David Fricke de Rolling Stone declaró a Satori como su "álbum de rock japonés favorito de todos los tiempos". Allmusic le dio al álbum 4½ estrellas 5 y la convirtió en su selección como el álbum más destacado de la banda que calificó de "un clásico". En septiembre de 2007, la revista Rolling Stone Japón tiene Satori # 71 en su lista de las "100 mejores álbumes de rock japonés de todos los tiempos".

## Listado de la pista

### Versión original
Todas las canciones escritas y compuestas por Flower Travellin' Band.
- 1.	"Satori, Pt. 1" 	05:25
- 2.	"Satori, Pt. 2" 	07:06
- 3.	"Satori, Pt. 3" 	10:44
- 4.	"Satori, Pt. 4" 	11:01
- 5.	"Satori, Pt. 5" 	07:58

## Personal

### La banda
- Joe Yamanaka - voz, armónica.
- Hideki Ishima - guitarra.
- Junio Kozuki - bajo, guitarra acústica.
- Joji "George" Wada - batería, percusión.

### Personal técnico
- Ikuzo Orita - productor
- Norio Yoshizawa - mezclas
- Flower Travellin' Band - arreglista

## Versiones de otros grupos
The Claypool Lennon Delirium, banda de rock psicodélico realizó la versión "satori" en su ep de 2017 lime and limpid green
Superconducer, banda de progressive art noise originaria de Vancouver realizó la versión de "Satori Pt 1" en su EP de 1994 Heavy with Puppy.
La banda de thrash metal progresivo japonesa Gargoyle grabó un cover de "Satori Pt 1" para el álbum recopilatorio japonés del 2000 Japanese Heavy Metal Tribute Tamashii. "Satori Pt. 2" fue versionada por banda de thrash metal Outrage para el álbum de homenaje "Flower Travellin' Band Tribute". La banda de post-rock de Portland, Grails hizo una versión de "Satori Pt. 3" en su EP de 2005 titulado Interpretations of Three Psychedelic Rock Songs from Around the World.
La banda tejana de hardcore/metal Iron Age grabó un cover de ". Satori Pt 1" en su trabajo de 2008 titulado "The Way is Narrow".